# Skjettenfjorden
Skjettenfjorden er en fjordarm af den sydvestlige del af Sagfjorden i Steigen kommune i Nordland fylke i Norge. Den går  7,5 kilometer mod sydvest fra indløbet mellem Bjørneset på Engeløya og Dyping på fastlandet.
Fra Oterneset går Flagsundet mod vest og giver forbindelse til Vestfjorden. På østsiden, nord for Vinsnes, begynder fjordarmen Holmåkfjorden. Den går videre mod sydvest til Skjelvareid. En række holme og skær ligger i indløbet, hvoraf Storøya er den største (lidt over 4 hektar).
Fylkesvej 835 går langs østsiden af fjorden, videre mod syd og rundt Holmåkfjorden, før den igen går ca. 1,5 kilometer langs vestsiden af Skjettenfjorden.